# Черевиченко Яків Тимофійович
Черевиче́нко Я́ків Тимофі́йович (30 вересня (12 жовтня) 1894, с. Новоселівка, нині Орловський район, Ростовська область — 4 липня 1976, Москва) — радянський воєначальник, генерал-полковник, командувач фронтами у роки Другої світової війни. Кандидат у члени ЦК ВКП(б) у 1941—1947 роках. Депутат Верховної Ради СРСР 1-го скликання.

## Біографія
Народився в родині селянина. Учасник 1-ї світової війни 1914—18, старший унтер-офіцер.
З листопада 1917 в Червоній Гвардії, потім в Червоній Армії.
У Громадянську війну 1918—20 командував взводом, ескадроном, був помічником та командиром полку.
Член РКП(б) з 1919 року.
Закінчив кавалерійські курси (1921), Вищу кавалерійську школу (1924), Військову академію ім. М. В. Фрунзе (1935).
З 1927 командир і комісар кавалерійського полку, з 1935 командував 31-ю кавалерійською дивізією, 2-м і 3-м кавалерійськими корпусами, армійською кавалерійською групою. З липня 1940 командувач військами Одеського військового округу.
У нацистсько-радянську війну 1941—45 — командував військами 9-ї армії (червень — вересень 1941), Південного (жовтень — грудень 1941) і Брянського (грудень 1941 — лютий 1942) фронтів, заступник командувача військами Кримського і Північно-Кавказького фронтів (квітень — серпень 1942), командував Чорноморською групою військ (вересень — жовтень 1942), військами 5-ї армії (жовтень 1942 — лютий 1943), заступник командувача військами Північно-Західного фронту (квітень — вересень 1943), командувач військами Харківського військового округу (1943—1944).
З січня 1944 — у розпорядженні Ставки ВГК, у розпорядженні Військової ради 1-го Білоруського фронту. З 27 квітня 1945 — командир 7-го стрілецького корпусу, на 1-му Білоруському фронті, що брав безпосередню участь в штурмі Берліна.
Після війни до 1948 продовжував командувати 29 м стрілецьким корпусом, з 1948 року — помічник командувача військ Таврійського військового округу. З квітня 1950 у відставці.
Вів велику військово-патріотичну роботу, був головою ради ветеранів 1-ї Кінної армії.